# ViVi
Wong Kahei ((en hangul, 황가희; romanización revisada, Hwang Kahee); Hong Kong, 9 de diciembre de 1996), más conocida como ViVi (en coreano: 비비), es una cantante, rapera, bailarina y modelo hongkonesa. Fue integrante del grupo surcoreano de chicas LOONA (2017-2023) y fue miembro del grupo femenino Loossemble (2023-2024).

## Carrera
En marzo de 2017, ViVi fue introducida como parte de la primera subunidad de Loona, Loona 1/3. La subunidad está conformada por ella y otras integrantes previamente reveladas: HeeJin, HyunJin y HaSeul. El 27 de abril del mismo año. ViVi lanzó su primer sencillo álbum, «ViVi», el 17 de abril de 2017. El álbum contiene dos canciones, «Everyday I Love You» , con HaSeul, y «Everyday I Need You», con JinSoul.

## Discografía
| Título | Detalles | Mejor posición en las listas musicales | Ventas       |
| Título | Detalles | KOR                                    | Ventas       |
| ------ | --- | -------------------------------------- | ------------ |
| Vivi   | - Lanzamiento: 17 de abril de 2017 - Sello discográfico: Blockberry Creative - Formato: CD, download digital, streaming | 14                                     | - KOR: 1,666 |

| Título | Año  | Mejor posición en las listas musicales | Mejor posición en las listas musicales | Álbum |
| Título | Año  | KOR                                    | USWorld                                | Álbum |
| --- | ---- | -------------------------------------- | -------------------------------------- | ----- |
| "Everyday I Love You"(featuring HaSeul)                                                                     | 2017 | —                                      | —                                      | Vivi  |
| "—" significa que el lanzamiento no entró en las listas musicales, o bien, no fue publicado en dicho lugar. |      |                                        |                                        |       |